# The Fame
The Fame är Lady Gagas debutalbum och gavs ut den 19 augusti 2008. Skivan är en blandning mellan pop, dans, och elektronisk musik. Det huvudsakliga temat för albumet är berömmelse, kärlek och rikedom.
Albumet blev en kommersiell succé och toppade hitlistorna i flera länder, däribland USA, Kanada, Tyskland, Polen och Schweiz.
Albumet har sålt över 15 miljoner exemplar världen över och är ett av 2000-talets mest sålda album.

## Låtlista
| Nr  | Titel                                      | Kompositör                                                     | Längd |
| --- | ------------------------------------------ | -------------------------------------------------------------- | ----- |
| 1.  | Just Dance (med Colby O'Donis)             | Lady Gaga, Red One och Aliaune Thiam                           | 4:01  |
| 2.  | LoveGame                                   | Lady Gaga och Red One                                          | 3:36  |
| 3.  | Paparazzi                                  | Lady Gaga och Rob Fusari                                       | 3:28  |
| 4.  | Poker Face                                 | Lady Gaga och Rob Fusari                                       | 4:31  |
| 5.  | Eh, Eh (Nothing Else I Can Say)            | Lady Gaga och Martin Kierszenbaum                              | 2:55  |
| 6.  | Beautiful, Dirty, Rich                     | Lady Gaga och Rob Fusari                                       | 2:52  |
| 7.  | The Fame                                   | Lady Gaga och Martin Kierszenbaum                              | 3:42  |
| 8.  | Money Honey                                | Lady Gaga, Red One och Billal Hajji                            | 2:50  |
| 9.  | Starstruck (med Flo Rida och Space Cowboy) | Lady Gaga, Martin Kierszenbaum, Nick Dresti och Tramar Dillard | 3:37  |
| 10. | Boys Boys Boys                             | Lady Gaga och Red One                                          | 3:22  |
| 11. | Paper Gangsta                              | Lady Gaga och Red One                                          | 4:23  |
| 12. | Brown Eyes                                 | Lady Gaga och Rob Fusari                                       | 4:03  |
| 13. | I Like It Rough                            | Lady Gaga och Martin Kierszenbaum                              | 3:22  |
| 14. | Summerboy                                  | Lady Gaga, Brian Kierulf och Josh Schwartz                     | 4:13  |

| 15. | Retro, Dance, Freak | Lady Gaga och Rob Fusari | 3:22 |
| 16. | Again Again         | Lady Gaga och Rob Fusari | 3:06 |